# Orwigsburg, Pennsylvania
Orwigsburg là một thị trấn thuộc quận Schuylkill, tiểu bang Pennsylvania, Hoa Kỳ. Năm 2010, dân số của thị trấn này là 3099 người.